# Mycomya bialourssica
Mycomya bialourssica är en tvåvingeart som först beskrevs av Landrock 1925.  Mycomya bialourssica ingår i släktet Mycomya och familjen svampmyggor. Inga underarter finns listade i Catalogue of Life.